# Garbanzo de Escacena

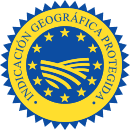
Logotipo de Indicación Geográfica Protegida.

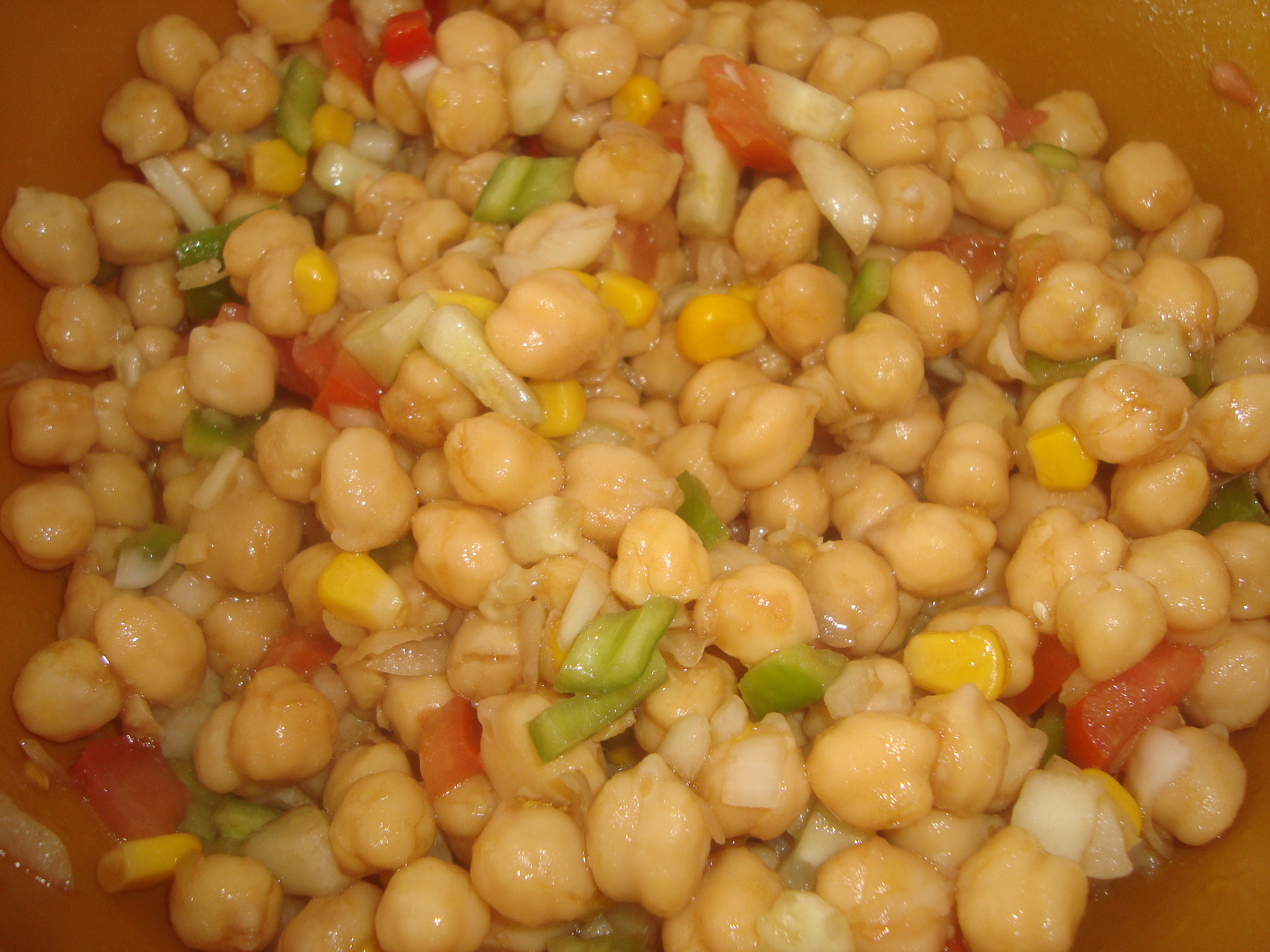
Ensalada con garbanzos de Escacena

Garbanzo de Escacena es una indicación geográfica protegida de garbanzos procedentes de la zona de producción del Campo de Tejada (España), que reúnen las características definidas en su reglamento y cumplen los requisitos exigidos por el mismo. Esta indicación geográfica fue aprobada por Orden de 14 de enero de 2014 de la Consejería de Agricultura y Pesca de la Junta de Andalucía y publicada en el BOJA nº 13 de 21 de enero de 2014. La sede del Consejo Regulador se encuentra ubicada en el municipio onubense de Escacena del Campo.

## Zona de producción
La zona de cultivo amparada por la Indicación Protegida comprende los siguientes términos municipales:
- En la provincia de Huelva:
  - Escacena del Campo, sede del Consejo Regulador.
  - Paterna del Campo
  - Manzanilla
  - Villalba del Alcor
  - La Palma del Condado
  - Villarrasa
- En la provincia de Sevilla:
  - Castilleja del Campo
  - Aznalcóllar
  - Sanlúcar la Mayor
  - Albaida del Aljarafe
  - Olivares

## Descripción
El Garbanzo de Escacena es el fruto del ecotipo local «Lechoso» de la especie Cicer arietinum. Únicamente, entrará dentro de la protección la categoría «Extra» de acuerdo con la legislación
española, comercializados envasados y como legumbre seca. La categoría «Extra» se caracteriza por su calidad superior y sus granos presentar, sin defectos, salvo alteraciones superficiales muy leves.
Se trata de un fruto blanco amarillento muy claro, de forma alargada y achatada por los lados y de superficie irregular con profundos surcos y abultamientos. El calibre mínimo es de 8 mm, admitiéndose hasta un 4% de garbanzos con calibre inferior. El peso de 1.000 garbanzos, como mínimo, es de 490 gramos.
Como características organolépticas, los Garbanzos de Escacena deben presentar un albumen mantecoso y poco granuloso, una piel blanda y fina, adherida al grano y un sabor agradable, con ausencia de sabores extraños.